# Donato Tripiccione
Donato Tripiccione (Livorno, 1º gennaio 1889 – Roma, 1º giugno 1943) è stato un generale italiano, veterano della prima guerra mondiale dove fu decorato con una medaglia di bronzo e una croce di guerra al valor militare. Nel luglio del 1937 fu direttore del Servizio Informazioni Militare. Nel corso della seconda guerra mondiale, mentre ricopriva l'incarico di capo di stato maggiore del Comando Supremo delle Forze Armate in Grecia, si rifiutò categoricamente di consentire al generale tedesco Alexander Löhr di utilizzare i soldati italiani per il rastrellamento degli ebrei destinati alla deportazione in Germania.

## Biografia
Nacque a Livorno il 1 gennaio 1889. Militare di carriera, frequentò la Regia Accademia Militare di Fanteria e Cavalleria di Modena, venendo nominato sottotenente in servizio permanente effettivo, assegnato all'arma di fanteria con Regio Decreto il 19 settembre 1909.
Prese parte alla prima guerra mondiale, dove con il grado di capitano del 68º Reggimento fanteria della Brigata Palermo nel 1915 fu decorato della Medaglia di bronzo al valor militare. Divenuto maggiore, fu comandante del I Battaglione del 247º Reggimento fanteria della Brigata Girgenti (17 settembre-11 novembre 1917), e poi del 143º Reggimento fanteria della Brigata Taranto fino al termine delle ostilità. Passo successivamente in servizio nel 39º Reggimento fanteria "Bologna" e dal 1923 presso l'ufficio di statistica, 3ª sezione, del Ministero della guerra. Ufficiale di Stato maggiore, con il grado di tenente colonnello (anzianità 31 marzo 1926), dal 23 ottobre 1927 fu alla 6ª 143º Divisione militare territoriale di Milano. Entrò quindi nell'intelligence militare e, nel 1931, fu consigliere militare in Albania. Nel 1934 fu nominato colonnello e comandò prima il 56º Reggimento fanteria "Marche" e poi il 26º Reggimento fanteria "Bergamo" sino al 14 giugno 1937.
Dal luglio di quell'anno fu a capo del Servizio Informazioni Militare, sostituendo il colonnello Mario Roatta, rimanendovi sino al 17 agosto 1939, quando gli subentrò il generale Giacomo Carboni. Carboni denigrò, a torto, l'operato del suo predecessore definendo il SIM sotto la gestione di Tripiccione un inutile ufficio per il ritaglio dei giornali. Durante la conferenza di Monaco ebbe colloquio con l'addetto militare cecoslovacco a Roma, i cui esiti riferì al Ministro degli esteri Galeazzo Ciano. Promosso generale di brigata in data 30 giugno 1939, il 1º dicembre seguente assunse l'incarico di Capo di stato maggiore della 3ª Armata che aveva Quartier generale a Roma. Nel corso della seconda guerra mondiale dal novembre 1940 ricoprì l'incarico di Capo di stato maggiore della 11ª Armata, operante sul fronte greco albanese, ricoprendolo sino al 1941. Il 1º gennaio 1942 fu promosso generale di divisione per merito di guerra, assumendo l'incarico di Capo di stato maggiore del Comando Supremo delle Forze Armate in Grecia (1941-1942) (già 11ª Armata). Durante il suo comando in Grecia si rifiutò categoricamente, così come il generale Geloso, di consentire al generale tedesco Alexander Löhr di utilizzare i soldati italiani per il rastrellamento degli ebrei destinati alla deportazione in Germania. Secondo un rapporto redatto il 21 maggio 1943 dal servizio di controspionaggio tedesco (Abwehr) il generale Tripiccione si era rifiutato di collaborare in quanto sospettato di frequentare una ragazza appartenente a una famiglia di origine ebraica di Ambatiélos.
Destituito il 3 maggio 1943 dall'incarico di Capo di stato maggiore della 11ª Armata, allora al comando del generale Carlo Geloso, perché inquisito in base ad accuse riguardanti traffici illeciti, contrabbando su larga scala, speculazione sui flussi monetari, corruzione, sfruttamento della prostituzione e relazioni sessuali non compatibili con la dignità del grado elevato ricoperto, fatti avvenuti nel periodo di permanenza ad Atene nel 1941-1943, fu trasferito a Roma assegnato a disposizione del Ministero della guerra, in attesa dei risultati dalla Commissione d'inchiesta appositamente costituita, e presieduta, dall'ammiraglio Domenico Cavagnari. Gravemente provato dalla accuse, che considerava false e ingiuste, morì suicida per avvelenamento nella capitale il 1º giugno successivo.
Dopo la liberazione di Roma avvenuta nel giugno 1944 dalla cassaforte della sua abitazione vennero prelevati moltissimi documenti che furono inviati a Londra e a Washington. Si tratta di appunti che rivelano la struttura organizzativa del Servizio, ma anche i criteri seguiti all’epoca per la raccolta informativa. Nelle carte redatte da Tripiccione si ritrovano suggerimenti su come organizzare il Servizio Informazioni, che deve essere dotato di una forte attività di coordinamento rispetto alle sezioni operative, sulla valutazione delle fonti, e su come reclutarle. Ci sono molte pagine dedicate al dibattito teorico sull'attuazione di un “Servizio unico” per le tre Forze Armate.
Si evidenziava la necessità di provvedere ad una formazione qualificata e continuativa del personale del Servizio Informazioni, e la necessità di un Organo coordinatore presso il Capo del Governo.
Punto di grande rilevanza dell'Archivio, da lui sottolineato, è data dalla valenza attribuita ai Centri esteri, anche in tempo di pace.

### Annotazioni
1. ↑  In quel giorno vennero sollevati dal loro incarico numerosi ufficiali, tra cui il comandante dell'armata, generale Carlo Geloso.

### Fonti
1. 1 2 3 4 5 6  Generals.
2. ↑  Gazzetta Ufficiale del Regno d'Italia n.245 del 17 ottobre 1912, pag.6002.
3. 1 2   Bollettino ufficiale delle nomine, promozioni e destinazioni negli ufficiali, 1923,  p. 953. URL consultato il 6 gennaio 2021.
4. ↑   Bollettino ufficiale delle nomine, promozioni e destinazioni negli ufficiali, 1928,  p. 1406. URL consultato il 6 gennaio 2021.
5. ↑  Vento 2010, p. 290.
6. ↑  Pastorelli 1999, p. 220.
7. ↑  Gilbert 2007, p. 350.
8. ↑  Marrus 1989, p. 761.
9. 1 2 3  Rodogno 2006, p. 171.
10. 1 2  Dearmas.
11. 1 2 3 4  Sicurezza Nazionale.
12. ↑   Bollettino ufficiale delle nomine, promozioni e destinazioni negli ufficiali, 1924,  p. 1355. URL consultato il 6 gennaio 2021.
13. ↑  Bollettino Ufficiale 1941, dispensa 78ª, pag.5436, registrato alla Corte dei Conti addì 17 luglio 1941, registro n.24 foglio 198.